# Tyrannochthonius troglobius
Espèce
Tyrannochthonius troglobius est une espèce de pseudoscorpions de la famille des Chthoniidae.

## Distribution
Cette espèce est endémique du Tamaulipas au Mexique,. Elle se rencontre dans la grotte Cueva de la Mina à Rancho del Cielo.

## Publication originale
- Muchmore, 1969 : A cavernicolous Tyrannochthonius from Mexico (Arachn., Chelon., Chthon.). Sobretiro de Ciencia (Mexico), vol. 27, no 1, p. 31-32.